# Anatoli Dobrynin
Anatoli Fiódorovich Dobrynin (en ruso: Анатолий Фёдорович Добрынин, Krasnaya Gorka, cerca de Mozhaisk, Óblast de Moscú, 16 de noviembre de 1919-6 de abril de 2010) fue un diplomático ruso, que ejerció de embajador de la Unión Soviética en Estados Unidos desde 1962 hasta 1986 —durante el mandato de los siguientes seis presidentes estadounidenses: John Kennedy, Lyndon B. Johnson, Richard Nixon, Gerald Ford, Jimmy Carter y Ronald Reagan—, protagonizando sucesos como la Crisis de los misiles en Cuba en 1962.

## Biografía
Su padre era un cerrajero. Asistió al Instituto de Aviación de Moscú y después de graduarse comenzó a trabajar para la Oficina de Diseño Yakovlev. Ingresó en 1944 en la Escuela Superior de Diplomática, donde se graduó con honores.
Se incorporó al servicio diplomático soviético, trabajando en la División de Formación del Ministerio de Relaciones Exteriores. Posteriormente se incorporó a la Secretaría del ministerio, trabajando para Viacheslav Mólotov, Dmitri Shepílov, Andréi Gromyko y Valerian Zorin. Fue nombrado Secretario General Adjunto de las Naciones Unidas en 1957 y regresó a Moscú, en 1959, como jefe del Departamento de Norteamérica del Ministerio de Relaciones Exteriores. Dobrynin fue nombrado embajador soviético en Estados Unidos en 1962.
Tuvo la experiencia única de servir como embajador soviético en Estados Unidos durante el mandato de seis presidentes estadounidenses (Kennedy, Johnson, Nixon, Ford, Carter y Reagan). La rivalidad de la Guerra Fría lo convirtió en uno de los elementos clave del diálogo geopolítico entre la Unión Soviética y Estados Unidos. Después de su largo plazo como embajador en los Estados Unidos, regresó a Moscú en 1986, y se incorporó a la Secretaría del Partido Comunista de la Unión Soviética (PCUS) y dirigió el departamento Internacional del Comité Central del PCUS durante dos años.
Asistió a la Cumbre de Malta en diciembre de 1989 que formalmente puso fin a la Guerra Fría. Se le dio el rango honorario de Embajador Extraordinario y Plenipotenciario de Rusia en 1992.